# 英國文學
英國文學或不列顛文學（英語：British literature）是指英國的文學作品。歷史上，英國在不同時期包括了英格蘭、蘇格蘭、威爾士、北愛爾蘭、曼島和海峡群岛等地，所以英國文學除英語作品之外，也涵蓋了多種語言的文學。而English literature這個概念雖有“英格蘭文學”的意思，但通常是指英語文學，包括了歷史上來自愛爾蘭、印度、澳大利亞等地使用英語寫作的作家創作的作品。英國文學和英語文學之間重疊的部分很多，但彼此並不相同；蘇格蘭文學、威爾士文學也一般算作獨立的重要學科。通常提到英國文學時，大部分人首先想到的是英格蘭的英語文學。一般认为，莎士比亚的戏剧是英国文学中最优秀的作品，也是最经常被引用的作品。

## 古凱爾特文學
居住在英格兰岛的早期凯尔特人和其他部族﹐没有发现留下书面文学作品。

## 古英语文学
大约在公元五世纪的时候，盎格魯、撒克遜和朱特等日耳曼部落进入大不列顛島，并在此时创作了英国文学的第一部重要作品《貝奧武夫》。这是一部通过民间口头传唱而集体创作的作品，历时300年而成，描述了贝奥武夫杀巨龙而最终牺牲的历险故事。它的背景和情节是北欧的，但掺有基督教成分，显示出史诗曾几经修改，已非原貌。按照保存在一部10世纪的手抄本里的版本来看，诗的结构完整，写法生动，所用的头韵、重读字和代称体现了古英语诗歌的特色。

## 中世紀晚期
- 乔叟
- 莎士比亚
- 约翰·弥尔顿

## 近代
- 丹尼尔·笛福：《鲁滨逊漂流记》
- 格雷厄姆·斯威夫特：《格列佛游记》

十九世紀之初，最出色的女小說家應為。她的小說大量描寫绅士的上流圈子，以女性的角度苦嘲社會之事，於婚姻及金錢方面，尤其著跡。成名之作《傲慢與偏見》，更公認是浪漫風格的縮影；而其他的著作則包括（1811年）、《曼斯菲爾德莊園》（1814年）、《勸導》（Persuasion，1818年，死後出版）等。
另一位小說家，則是浪漫詩人雪萊之妻，玛丽·雪莱。在她的成名之作《科學怪人》中，涵括大量成分及浪漫主义思想，提及的器官移植、組織再生等，更遙應今日社會受爭議的主流話題；而她的小說《最後一人》，更是現代預言小說（apocalyptic fiction）的先驅。
- 威廉·布莱克

## 现代
十九世紀上半葉，英國出現了文學史上最有名的维多利亚时代 (1837–1901)。當時，社會小說復蘇（resurgence），較有名者為大文豪查尔斯·狄更斯。他的作品對英國文學發展有深遠影響，至今依然盛行，著作名括《博茲札記》、《匹克威克外傳》。
這時期也有更多的女作家出現﹐如轟動文壇的勃朗特三姐妹與蓋斯凱爾夫人。她們各有所長，夏綠蒂·勃朗特的《簡·愛》以女性呼聲為主題，對社會進行了許多批判，大方談論性別、階級與宗教；艾蜜莉·勃朗特的《咆哮山莊》用熾熱的情感寫愛與恨的故事，情節中充滿40年代特有的嚴厲性；安妮·勃朗特的《阿格尼斯·格雷》反映了社會對家庭女教師這個群體的漠視和不公，呼籲提高家庭女教師的地位，關注孩子的早期教育；蓋斯凱爾夫人以哥德式的靈異小說聞名，也擅精細描繪英國社會不同階層的生活，如《瑪麗‧巴頓》寫工人鬥爭。
- 奥斯卡·王尔德
- 柯南·道尔
- H·G·威尔斯

传记（英国）
- 埃德蒙·戈斯：《父与子》（1907年）
- 雷顿·斯特拉奇：
  - 《维多利亚时代名人传》（1918年）
  - 《维多利亚女王传》（1921年）
  - 《伊利莎白与埃塞克斯》（1928年）
- 哈罗德·尼柯尔森：《某些人》（1927年）
- ：
  - 《奥兰多传》（1928年）
  - 《弗拉士传》（1933年）
  - 《罗杰·弗莱传》（1940年）
- 魯德亞德·吉卜林
- 温斯顿·丘吉尔
- 乔治·奥威尔

## 当代
- 亚瑟·查理斯·克拉克
- 《蝇王》
- 《魔戒》
- 《哈利波特》

## 外部連結
- 臺大圖書館‧數位學習網 - 線上文學書房 - 英國文學篇